# Giulio Colombi
Giulio Colombi (Reggio Emilia, 19 dicembre 1916 – Reggio Emilia, 20 dicembre 1999) è stato un calciatore italiano, di ruolo difensore.

## Carriera
Inizia la carriera nel Crema, con cui nella stagione 1934-1935 gioca in Prima Divisione; passa poi alla Reggiana, con la quale nella stagione 1935-1936 gioca 2 partite in Serie C, il nuovo campionato, istituito in quella stagione, che costituiva il terzo livello del calcio italiano. Rimane in granata anche nella stagione 1936-1937, in cui gioca una partita in campionato nel corso della quale realizza anche un autogol, e nella stagione 1937-1938, ove disputa una partita in Coppa Italia e 3 partite in Serie C. Fa parte della rosa del club emiliano anche nella stagione 1938-1939, quando scende in campo in altre 4 occasioni. A fine anno viene ceduto al Bologna, della cui rosa fa parte dal 1939 al 1943: con i felsinei non scende mai in campo in partite ufficiali con la prima squadra e gioca nella squadra riserve.
Torna alla Reggiana durante la seconda guerra mondiale e tra il 1943 ed il 1944 prende parte al Campionato Alta Italia, nel corso del quale gioca 7 delle 8 partite totali disputate dalla squadra e realizza anche un autogol, il secondo nella sua carriera. Nella stagione 1945-1946 gioca 16 partite nel campionato misto di Serie B e C, al termine del quale la Reggiana viene promossa in Serie B, categoria in cui Colombi gioca nella stagione 1946-1947 con la maglia della Pistoiese, che lo impiega in 13 occasioni nella serie cadetta.